# Grézian
Grézian é uma comuna francesa na região administrativa de Occitânia, no departamento dos Altos Pirenéus. Estende-se por uma área de 1,98 km². Em 2010 a comuna tinha 77 habitantes (densidade: 38,9 hab./km²).